# San Pellegrino (equipa ciclista)
A equipa San Pellegrino foi um equipa ciclista italiana, de ciclismo de estrada que competiu entre 1956 e 1963. Estava dirigida pelo ex-ciclista Gino Bartali. A equipa era patrocinada pela empresa de águas minerais S.Pellegrino.

## Principais resultados
- Giro do Ticino: Alfredo Sabbadin (1957)
- Giro de Toscana: Alfredo Sabbadin (1957), Marino Fontana (1961)
- Tre Valli Varesine: Giuseppe Fezzardi (1962)
- Giro do Trento: Enzo Moser (1962)
- Coppa Placci: Franco Cribiori (1962)
- Coppa Cicogna: Vincenzo Meco (1962)
- Coppa Bernocchi: Aldo Moser (1963)

### Nas grandes voltas
- Giro d'Italia
  - 7 participações (1957, 1958, 1959, 1960, 1961, 1962, 1963)
  - 4 vitórias de etapa:
    - 1 em 1957: Alfredo Sabbadin
    - 1 em 1960: Romeo Venturelli
    - 1 em 1962: Vincenzo Meco
    - 1 em 1963: Giorgio Zancanaro

  - 0 classificação finais:
  - 0 classificações secundárias:

- Tour de France
  - 0 participações

- Volta a Espanha
  - 1 participação (1963)
  - 0 vitórias de etapa: